# Franz Joseph (glaciär)
Franz Joseph (maori: Kā Roimata o Hine Hukatere, vilket betyder Tårarna från Hine Hukatere), officiellt Franz Josef Glacier / Kā Roimata o Hine Hukatere, är en av Nya Zeelands största glaciärer. 

## Geografi
Den första europeiska beskrivningen av en av västkustens glaciärer, vilken även tros vara Franz Josef, gjordes i loggen över skeppet Mary Louisa 1859.
Den är 12 km lång och når så låg höjd som 300m över havet. Glaciären är belägen på Sydöns västkust, inuti Westland nationalpark. 
På senaste tiden har glaciären minskat ovanligt mycket i utsträckning, vilket man misstänker beror på global uppvärmning.

## Turism
Glaciären är ett populärt utflyktsmål, särskilt bland utländska turister. Glaciären är relativt lättåtkomlig. Besökare kan nå den till fots men det finns också möjlighet att ta en helikoptertur över den.

## Etymologi
Maoriska namnet för glaciären är Kā Roimata o Hine Hukatere ('Tårarna från Hine Hukatere'). Det härrör från den muntliga historieberättande traditionen bland lokala aorier. Hine Hukatere älskade att klättra i bergen och övertalade sin älskare, Wawe, att klättra med henne. Wawe var en mindre erfaren klättrare än Hine Hukatere men älskade att följa med henne. Detta gjorde Wawe tills en lavin svepte ned Wawe från topparna till sin död. Hine Hukateres hjärta gick mitt itu och hennes många, många tårar flödade nerför berget och frös till is för att sedan bilda glaciären.
Glaciären blev senare uppkallad efter kejsaren Frans Josef I av Österrike av den tyska utforskaren Julius von Haast 1865.
Efter att Nya Zeeland hade beslutat att godkänna bosättningslagen Ngai Tahu 1998 ändrades glaciärens namn officiellt till Franz Josef glaciär / Kā Roimata o Hine Hukatere.

## Källa